# Idioma afar
El idioma afar (Qafár af) es una lengua cushita hablada en Etiopía, Eritrea y Yibuti. Se cree que es hablado por 1,5 millones de personas pertenecientes a la etnia afar. Su pariente más cercano es el idioma saho.
El orden básico de las palabras, como en otros idiomas cushitas, es Sujeto Objeto Verbo.

## Sistema de escritura
El afar puede escribirse usando tanto el alfabeto latino como el ge'ez.
Lingüistas del Institut des Langues de Djibouti, el Ministerio de Educación de Eritrea y el Ethiopian Afar Language Studies & Enrichment Center están trabajando en desarrollar una versión escrita estandarizada del idioma afar para facilitar la alfabetización de sus hablantes.